# آنا ماریا اسکریبانو
آنا ماریا اسکریبانو (انگلیسی: Ana María Escribano؛ زادهٔ ۲ دسامبر ۱۹۸۱) بازیکن فوتبال اهل اسپانیا است.
از باشگاه‌هایی که در آن بازی کرده‌است می‌توان به باشگاه ورزشی وستمانایا و باشگاه فوتبال زنان بارسلونا اشاره کرد.
وی همچنین در تیم ملی فوتبال زنان اسپانیا بازی کرده‌است.